# Погодин, Николай Фёдорович (1923)
Николай Фёдорович Погодин (9 мая 1923 года — 14 июня 1982 года (?)) — первый секретарь Геленджикского горкома КПСС в 1974[уточнить]—1982 годах, фигурант громкого уголовного дела по обвинению высшего руководства Краснодарского края во взятках и коррупции, бесследно исчез в 1982 году.

## Биография
Родился 9 мая 1923 года в Лабинске. В ноябре 1941 года призван в РККА, начал войну артиллерийским связистом. Участвовал в боях на Северо-Кавказском, Южном и Центральном фронтах. С августа 1943 года служит  старшим телефонистом, а затем командиром отделения связи 3-й батареи 1-го дивизиона 730 -го артиллерийского полка 226-й стрелковой дивизии. В составе дивизии на 1-м и 4-м Украинских фронтах принимал участие в Черниговско-Припятской, Киевской наступательной, Киевской оборонительной, Житомирско-Бердичевской, Ровно-Луцкой, Проскуровско-Черновицкой, Львовско-Сандомирской, Восточно-Карпатской, Карпатско-Дуклинской, Западно-Карпатской, Моравско-Остравской и Пражской операциях. За время войны был дважды ранен и награждён боевыми орденами и медалями.
Демобилизован в июне 1945 года в звании старшины, впоследствии имел звание подполковника. В 1950 году Погодин познакомился со своей будущей женой, Зоей Григорьевной, через год вступил с ней в брак. В то время он учился в партийной школе КПСС, был отличником. Окончив партшколу, он должен был ехать в Китай, бывший в те годы дружественной СССР страной, однако ввиду ухудшения межгосударственных отношений после смерти Сталина Погодин был направлен на работу в Краснодарский крайком КПСС. Впоследствии по призыву помочь отсталым районам поехал на работу директором средней школы в Курганинск.
В 1967 году Погодин переехал в Геленджик, где стал председателем городского исполкома (горисполкома). По воспоминаниям людей, знавших его, он был человеком простым, за что его уважали в народе, и редким трудоголиком.
В 1973 году[уточнить] по предложению первого секретаря Краснодарского крайкома КПСС Погодин был избран первым секретарём Геленджикского горкома КПСС. Во время руководства Погодина городом происходило его активное развитие: было проложено большое количество автодорог, построено большое количество объектов инфраструктуры, обустроены приморские пляжи и лесопарки. Погодин занимался привлечением крупных предприятий в Геленджик.
Организовал и руководил строительством канализации в Геленджике, сумел сохранить реликтовые пицундские сосны на городской набережной.
За  трудовые заслуги Погодин  был награждён тремя орденами и медалями.

## Сочинско-краснодарское дело и Погодин
Когда в начале 1980-х годов началось расследование масштабного взяточничества и хищений, были арестованы многие видные чиновники и руководители края, в частности, первый секретарь Сочинского горкома КПСС Воронков и второй секретарь Краснодарского крайкома КПСС Тарада. В числе арестованных в 1982 г. оказалась директор геленджикского общепита Берта Бородкина. Её обвинили в хищениях государственного имущества в особо крупных размерах и приговорили к высшей мере наказания — смертной казни через расстрел, Верховный Суд СССР оставил приговор без изменения.
Этот арест больно ударил по самому Погодину — ведь арестована была одна из руководительниц города, и, по некоторым данным, он был причастен к махинациям в городе, возможно, невольно, но был. В квартире и на работе у Погодина прошли обыски.

## Исчезновение Погодина
14 июня 1982 года Погодин поехал на служебной машине в Краснодар к руководителю края Сергею Медунову. По воспоминаниям водителя, через час он вышел из здания крайкома весь бледный, приказал отвезти его в горком Геленджика. Через некоторое время он вышел из здания горкома. Водитель открыл дверь машины, но Погодин, махнув рукой, ушёл в сторону моря. Больше его никто и никогда не видел.

### Версии исчезновения
Версии об исчезновении первого секретаря Геленджикского горкома КПСС строились самые разные — от той, что Погодин заплатил за своё бегство в Турцию контрабандистам и ещё долго жил в других странах (Е.И. Линецкий подтверждает эти сведения: лично встречался с Погодиным в 2003 году в Греции), до той, что главу Геленджика убили, а тело спрятали в неизвестном месте. Впоследствии около трёхсот милиционеров и команды водолазов искали Погодина или его тело в течение длительного времени, но так и не обнаружили.

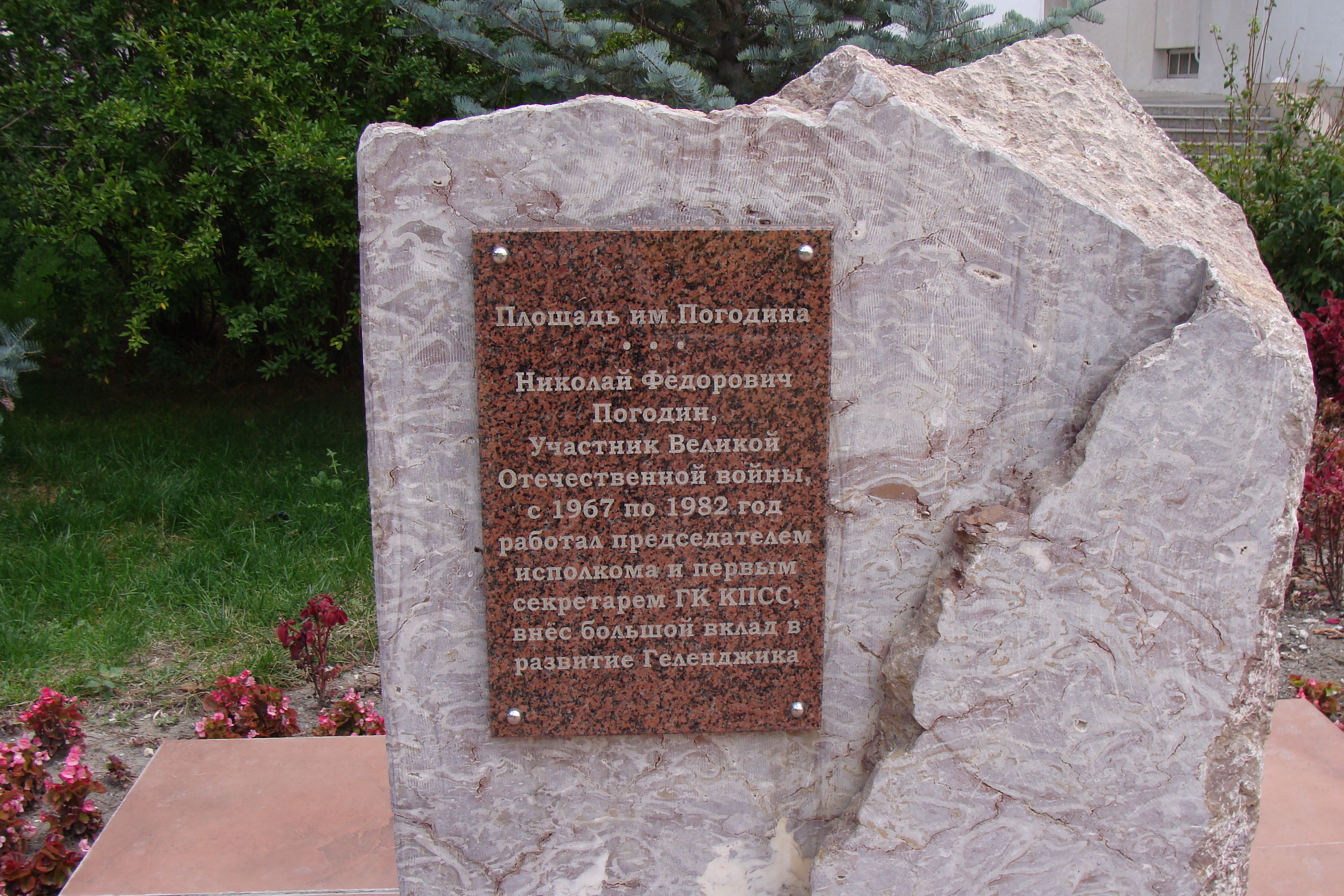
В центре Геленджика надпись на памятном камне рассказывает о том, почему площадь названа именем Н. Погодина

### Память в Геленджике
В Геленджике сохраняют память о Н. Погодине, который много лет руководил городом. Именем Николая Погодина названа одна из центральных площадей Геленджика.

## Награды
- орден Трудового Красного Знамени;
- орден Красной Звезды (10.08.1944);
- два ордена «Знак Почёта»;
- орден Славы III степени (02.02.1945);
- две медали «За отвагу» (23.12.1943, 28.12.1944);
- медаль «За победу над Германией»;
- другие медали.